# Шарій Анатолій Анатолійович
Анато́лій Анато́лійович Шарі́й (нар. 20 серпня 1978, Київ) — проросійський пропагандист, політичний блогер, колишній український журналіст.
Веде відеоблог у YouTube, де ретранслює антиукраїнські тези, включно з дискредитацією української мови, герба, прапора, гімну, а також публікує дані, що дискредитують українську армію, український уряд та Україну загалом; критикує російських несистемних політиків, опозиційних до Путіна.[⇨] За даними СБУ, свої відео Шарій створює задля дискредитації України в інтересах російських спецслужб. 16 лютого 2021 року СБУ оголосила підозру Шарію у державній зраді, а 25 лютого оголосила його у державний розшук.[⇨]
Шарій був частим гостем на антиукраїнських телеканалах Перший незалежний, КРТ, НАШ, 112 Україна, ZIK та NewsOne, пов'язаних з проросійським олігархом Віктором Медведчуком, медіагнатом Тарасом Козаком та політиками Нестором Шуфричем, Євгенієм Мураєвим та Віталієм Захарченком.[⇨] Колишній активіст гомофобної організації «Любов проти гомосексуалізму».[⇨] Де-факто керівник проросійської забороненої політичної партії «Партія Шарія». Фігурант центру бази «Миротворець».
2011 року Шарій напав на відвідувача київського McDonald's, вистреливши в нього з пістолета, через це проти Шарія було відкрито кримінальне провадження в Україні щодо замаху на життя людини. Невдовзі після цього Шарій покинув Україну й відтоді проживає у ЄС. 2012 року отримав політичний притулок в Литві. 2017 року Шарія було звинувачено в сексуальних домаганнях до неповнолітньої особи, через що проти нього в Нідерландах та в Україні було порушено кримінальну справу за звинуваченнями в педофілії. З січня 2012 року Шарій перебував у кримінальному розшуку в Україні за двома справами, пов'язаними з замахом на життя іншої людини в ресторані McDonalds, однак у 2019—2020 роках з невідомих причин його зняли з розшуку за обома справами.[⇨]
2019 року Шарій заснував та став де-факто керівником проросійської «Партії Шарія», яка, на думку деяких оглядачів, найімовірніше є проєктом іншої проросійської партії ОПЗЖ. Члени та керівники Партії Шарія брали участь в проросійських організаціях.[⇨] У серпні 2020 року ОПЗЖ обрали Партію Шарія як свого основного союзника на місцевих виборах в Україні 2020 року. Під час передвиборчої кампанії місцевих виборів 2020 року, партія Шарія займалася поширенням агітаційних матеріалів з картою України без Криму.[⇨]
Шарій має українофобські погляди, підтримує режим Путіна та російських терористів на території Донбасу, дискридитує українців, розпалює ворожнечу та затято критикує російську опозицію.[⇨]
З 2019 року живе в Іспанії у містечку Рода-де-Бара разом з дружиною Ольгою Шарій, проросійською пропагандисткою.[⇨]

## Життєпис
Народився 20 серпня 1978 року та жив у Києві на вулиці Індустріальній. Коли Шарієві було 12, його батько пішов з сім'ї.
В інтерв'ю Шарій розповів, що з 16 років займався шахрайством, за що його багаторазово затримували працівники правоохоронних органів.
Від 17 до щонайменше 29-річного віку (1995—2007 рр.) був затятим ігроманом. За його ж словами, постійно виносив речі з дому і здавав їх у ломбард. Кілька разів намагався заподіяти собі смерть.
У ранньому інтерв'ю з Шарієм та його першою дружиною повідомляється, що він отримав паспорт лише в 25 років та, щоб не служити в армії, викрав свою особову справу із військкомату.

### Місце проживання
Після втечі Шарія з України жив у Литві, Нідерландах та Іспанії. 2012 року переїхав до Литви, де отримав статус біженця та литовську посвідку на постійне проживання терміном на 5 років. 2014 року литовська влада почала процес скасування статусу біженця Це могло стати причиною екстрадиції Шарія до України, тому 2014 року він переїхав до Нідерландів. 2017 року нідерландська влада відкрила почала розслідування проти Шарія за звинуваченнями в педофілії, тож 2019 року він переїхав до Іспанії. У серпні 2019 року Шарій придбав маєток в іспанському місті Рода-де-Бара поблизу Барселони.

### Освіта
За його словами, здобув військову освіту в Інституті розвідки при Київському танковому інженерно-технічному училищі, котре 1992 року було реорганізоване в Київський інститут Сухопутних військ.

### Рання кар'єра
З 2005 року працював у сегменті жіночої жовтої преси: «Наталі», «Единственная», «Поліна».
Працював також у газеті «Сьогодні», підконтрольній олігархові Рінату Ахметову, відомого своїм фінансуванням проросійської партії Опозиційний блок, кандидата від якої протягом президентської кампанії 2019 року відкрито підтримував Шарій. Співпрацював із російським провладним таблоїдом «Московський комсомолець».
З 2008 року — постійний автор видань у «From-UA» та «Обозреватель».

### Розслідування

#### Стаття-розслідування про педофілів
У жовтні 2009 року Шарій оприлюднив статтю «Публічний дитячий будинок», де розповідав про дитячий будинок «Перлинка» в Одесі, де жили 20—25 дітей. Шарій стверджував, що там знаходився елітний бордель для педофілів[неякісне джерело] Улітку 2010 року Оксана Дроган, виконавча директорка благодійного фонду «К», яка будувала дитячий будинок і володіє ним, подала в суд на Шарія і видання «From-UA», звинувачуючи їх у наклепі.
19 листопада 2010 року Шарія визнали винним у наклепі та зобов'язали відшкодувати Фонду «К» моральну шкоду в розмірі 1000 грн.

#### УБНОН і наркоторгівля
У публікації 2011 року стверджував, що Київський УБНОН (департамент МВС) покриває наркоторгівлю. Зокрема йшлося про справу Алоянів.

#### Незаконний гральний бізнес
12 липня 2011 Шарій і знімальна група 1+1 проводили чергове розслідування про нелегальне казино в Києві, на Позняках. Співробітники грального центру закрили журналістів та Шарія в залі, які понад годину чекали приїзду міліції.

#### Справи Алоянів
З липня 2011 року Шарій опублікував кілька розслідувань щодо тісних зв'язків Джамала Алояна з керівництвом СУ ГУ МВС України в Києві. 13 липня автомобіль Шарія був обстріляний невідомими.
21 вересня 2011 опублікував статтю про вбивство власника супермаркету «4room». На відео йдеться, що син власника супермаркету з родини Алоянів начебто замовив вбивство конкурента. Шарій звинувачує керівництво МВС (міністра Могильова і його заступників) в отриманні хабаря на $1,5 млн, унаслідок якого замовник опинився на свободі. Громадянин Росії, якого звинувачують у вбивстві, очікував на довічне ув'язнення.[неякісне джерело]

### Стрілянина в Макдональдзі
1 травня 2011 Шарій двічі вистрілив у відвідувача закладу швидкого харчування «МакДональдз» у Києві. За словами Шарія, він обідав з дружиною, до нього підійшов невідомий і нібито почав їх ображати. Коли колишній журналіст попросив його заспокоїтися, невідомий начебто запропонував вийти та «розібратися». На вулиці Шарій двічі вистрілив у нього з травматичного пістолета, влучивши в ногу і живіт гумовими кулями. Шарій, який сам викликав міліцію, був затриманий, пістолет вилучили.
За іншою версією (зокрема активістів громадської організації «Дорожній контроль», ініціатором зіткнення був Шарій, котрий стріляв у спину відвідувача «Макдональдса». При цьому наголошується на невідповідності опису подій Шарієм і відео з камери спостереження.
20 червня Шарій дав пресконференцію виданню «Обозреватель», у якому заявив, що «справа про стрілянину в „Макдональдсі“» — це нібито «тиск з боку МВС і УБНОН»; також розповідав, що проживає відкрито.
21 червня проти Шарія порушили кримінальну справу за фактом хуліганства і завдання легких тілесних ушкоджень.
У квітні 2019 року Шевченківський районний суд Києва постановив повернути справу про інцидент у фастфуді «Макдональдс» на дорозслідування в прокуратуру Києва, а розшук і заочний арешт Шарія — скасувати.

### Замах
12 липня о 3:30, через кілька годин після інциденту в підпільному казино, коли Шарія та знімальну групу «1+1» замкнули в приміщенні працівники, які втекли, на вулиці Радченка по автомобілю Шарія було здійснено постріл. Унаслідок стрілянини було пошкоджено лобове і заднє скло автомобіля, дробом пошкоджена внутрішня обшивка салону. Анатолій не постраждав. На місце події прибули співробітники Солом'янського РУГУ МВС Києва, журналісти каналу 1+1, представники прокуратури та ГУ МВС і оперативно-слідча група з кінологом. Протягом кількох годин шукали сліди злочинців і зброю. На місці знаходилися журналісти каналу 1+1, які знімали пошуки зброї на камеру. Щойно журналісти і Шарій поїхали до райвідділку, міліція знайшла обріз рушниці.
14 липня справу про замах було взято під особистий контроль президента України Януковича, заступника Генерального прокурора Кузьміна і міністра внутрішніх справ Могильова.
Незабаром з'ясувалося, що Шарій сам обстріляв свою машину.

#### Версія МВС про інсценування
5 жовтня 2011 Департамент зі зв'язків з громадськістю ГУМВС України в місті Києві розіслав у ЗМІ пресреліз під назвою «Замах на вбивство виявився інсценуванням». У ньому стверджувалося, що Шарій інсценував замах. 6 жовтня він мав бути присутнім на «круглому столі» з питань свободи слова за участю президента Януковича.
МВС стверджувало, що на патроні, що залишився в стволі рушниці, з якої був здійснений постріл по автомобілю Шарія, виявлений його відбиток пальця. При цьому надати цей доказ не змогли, оскільки після перенесення відбитку на стрічку для відправки в НДЕКЦ МВС України відбиток на патроні був знищений.[джерело не вказане 3833 дні] 27 жовтня Шарій опублікував відкритий лист міністру внутрішніх справ Могильову, в якому прямо звинуватив останнього в пресингу.

### Втеча за кордон і притулок
7 лютого 2012 Шарій був оголошений у всеукраїнський розшук. 19 березня 2012 він дав інтерв'ю, в яких заявив, що перебуває в Євросоюзі і попросив притулку в Литві.
2012 року Анатолій заявляв, що режим Януковича переслідує його за «розслідування щодо участі держустанов у наркобізнесі». Після цього, 8 червня 2012 він отримав політичний притулок в Литві, ставши першою людиною, котра раніше працювала журналістом в Україні і отримала статус біженця в ЄС. Перед цим Шарій перебував під двома підписками про невиїзд і нелегально покинув Україну в січні 2012 року, за чужим паспортом виїхавши до Москви, а звідти — до Нідерландів.
У лютому 2015 року МВС Литви почало перевірку (з метою можливого позбавлення Анатолія статусу політичного біженця) через його постійну антиукраїнську діяльність.
10 травня 2021 року Литва анулювала статус біженця для Шарія та оголосила його персоною нон ґрата. 31 травня адвокати Шарія оскаржили це рішення.

### Затримання і спроба екстрадиції до України
16 липня 2013 Шарія було арештовано в Нідерландах за запитом української влади. 18 липня МЗС України зробило заяву про можливу екстрадицію Шарія. Проте 18 липня суд Нідерландів відмовив в екстрадиції.

### Участь у політичному житті України
На президентських виборах 2019 року підтримав Олександра Вілкула від проросійського «Опоблоку».

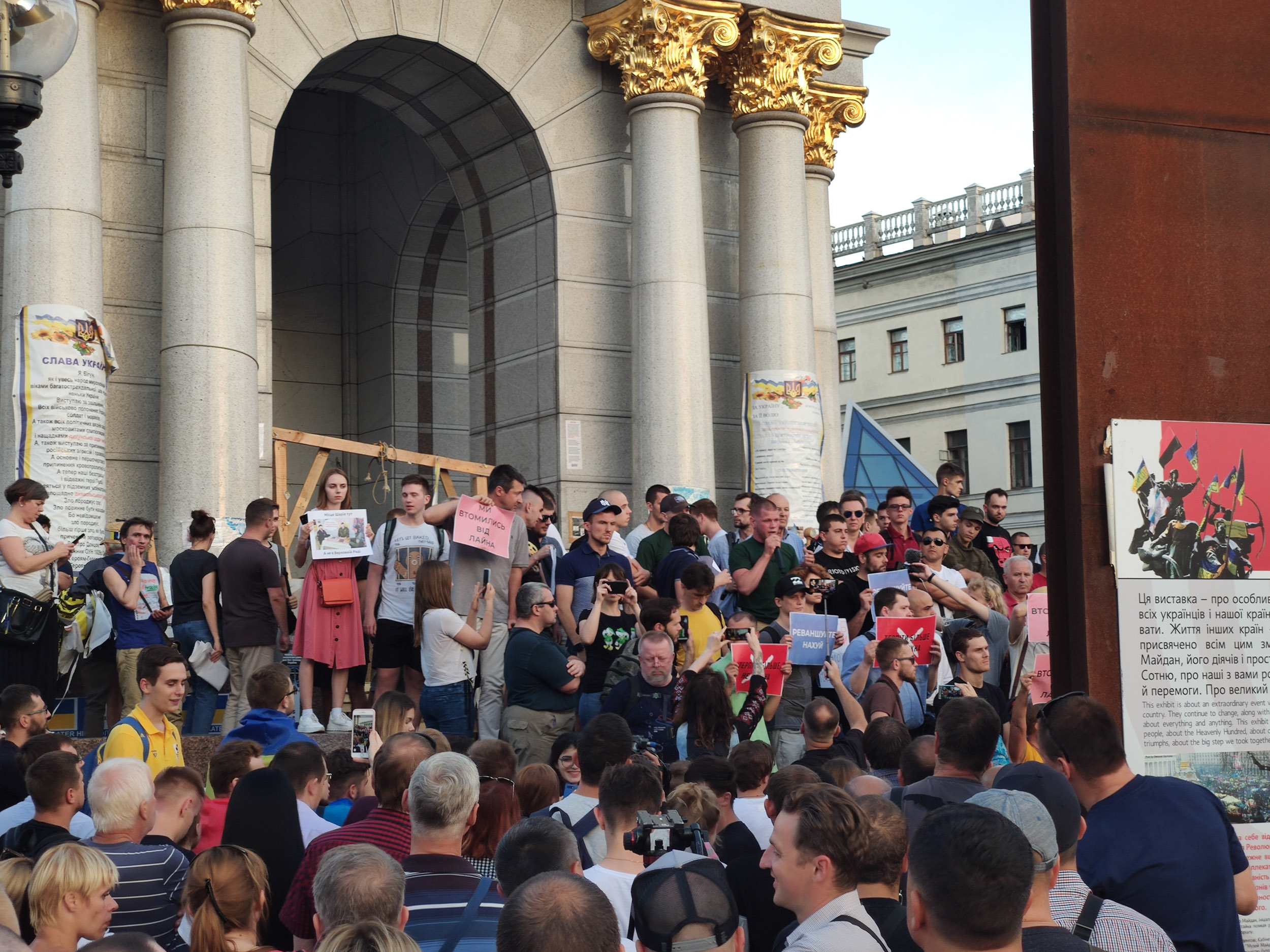
Акція на Майдані, що засуджувала порушення закону при реєстрації Шарія. 2 липня 2019.

2019 року було оголошено про створення Партії Шарія, яка навіть взяла участь у парламентських виборах 2019 року.
24 червня 2019 року ЦВК відмовила Шарію в реєстрації кандидатом на парламентських виборах через те, що він не жив в Україні протягом останніх 5 років перед виборами. Верховний суд після розгляду скарги зобов'язав ЦВК продовжити розгляд документів Шарія, але не зобов'язував реєструвати.
2 липня 2019 року ЦВК зареєструвала Шарія кандидатом у депутати. Того ж дня на Майдані незалежності в Києві зібралася чисельна акція протесту. Люди протестували проти реєстрації кандидатами в нардепи Шарія й Андрія Клюєва. Зокрема звучали вигуки: «Ми втомились від лайна!» Присутні тримали плакати з написами «Терпіти більше не можна!», «Портнов, твій суд вже скоро!», «Реваншуйте нахуй!».
3 липня Шарію повторно відмовили в реєстрації кандидатом на вибори на підставі відповіді від тимчасового в.о. глави СБУ Івана Баканова, де зазначено, що Шарій покинув межі України 24 січня 2012.
23 липня 2020 року стало відомо про те, що Окружний адміністративний суд міста Києва просить зобов'язати Міністерство юстиції України звернутися до суду про заборону діяльності Партії Шарія. Позивач просить суд визнати протиправною бездіяльність Мін'юсту щодо неприйняття рішення з приводу невідповідності діяльності партії проросійського блогера вимогам Закону України «Про засудження комуністичного та націонал-соціалістичного (нацистського) тоталітарних режимів в Україні та заборону пропаганди їхньої символіки». Приводом для можливої заборони партії стало використання образу Йосипа Сталіна разом з партійною символікою у відеоматеріалах Анатолія Шарія, а також підтримка проросійським блогером репресивної політики Сталіна в соціальних мережах. 30 липня Окружний адміністративний суд міста Києва відкрив провадження щодо заборони діяльності партії Шарія.

### Співпраця з Медведчуком
З жовтня 2019 року на підконтрольному проросійському олігарху Віктору Медведчуку 112 каналі (хоча офіційно його власником є близький соратник Медведчука Тарас Козак), почали виходити відеоролики Шарія. За оцінками оглядачів, Медведчук таким чином отримав змогу конкурувати із Зеленським і його партією у використанні технології «діджитал» — спілкування з людьми через соцмережі. Цю технологію не опанував сам Медведчук, проте нею послуговується Шарій. Він активно критикував у цей період партію «Слуга народу», уникаючи, однак, критики особисто Володимира Зеленського. Виступи Шарія на 112 каналі викликали обурення серед активістів українських націоналістичних громадських організацій, які в п'ятницю 25 жовтня анонсували безстрокову акцію, пікетуючи редакцію телеканалу. Заявленою метою акції було змусити українську владу нарешті вжити заходів щодо припинення мовлення телеканалу, який, на їхню думку, «транслює проросійську пропаганду».
| «Медведчук узяв до себе на роботу розшукуваного проросійського пропагандиста Шарія, і той тепер веде нову програму на телеканалі Медведчука 112. Ще одна на додаток до сотні причин чому всі медіа кума Путіна в Україні повинні припинити своє існування» — Сергій Стерненко, український громадський діяч, керівник НГО «Небайдужі»[91] |
Наприкінці червня 2020 кум президента РФ Путіна й керівник проросійської партії ОПЗЖ Віктор Медведчук заявив в ефірі пропагандистського телеканалу «Росія-24», що вважає «Партію Шарія» союзником, а не конкурентом.
17 липня 2020 року народний депутат від фракції «ОПЗЖ» Скорик заявив, що не виключає створення коаліції з Партією Шарія в низці обласних або міських рад за результатами місцевих виборів.

### Державна зрада
16 лютого 2021 року СБУ оголосила підозру Шарію в державній зраді. Окрім того, його підозрюють у порушенні рівноправності громадян з різними ознаками. Його кілька разів викликали до СБУ на допит, куди він відмовлявся приходити. 25 лютого 2021 року, коли на допит замість Шарія з'явився його адвокат Валентин Рибін, того було ознайомлено з матеріалами кримінального провадження, а також адвокату вручили клопотання щодо обрання запобіжного заходу Шарію, яке також буде скеровано до суду. Одночасно, СБУ оголосила Шарія у державний розшук. 2 березня 2021 року Печерський суд Києва дозволив затримати Шарія.
4 травня 2022 року Шарія було затримано в Іспанії, але на час суду він був відпущений під підписку про невиїзд.

### Засудження
18 липня 2023 року, у Вінницькому міському суді розпочалось підготовче засідання у справі № 127/21196/23, за якою Анатолія Шарія обвинувачують в державній зраді. Справу слухають заочно, без обвинувачуваного. Сторона обвинувачення вимагає призначити Шарію запобіжний захід у вигляді арешту.
4 червня 2025 року Вінницький міський суд визнав Анатолія Шарія винним за ч. 2 ст. 28, ч. 2 ст. 111 КК України (державна зрада, вчинена за попередньою змовою групою осіб в умовах воєнного стану) та заочно засудив до 15 років позбавлення волі з конфіскацією майна. Суд також ухвалив застосувати безпрецедентну спеціальну конфіскацію до Youtube- і Telegram-каналів, що належать блогеру та використовуються ним для антиукраїнської пропаганди.

## Кримінальні справи
В Україні проти Шарія було порушено дві кримінальні справи:
- 29 червня 2011 Шарію вручили постанову про порушення проти нього справи за статтею 296 (хуліганство) ККУ — зі стрільби 1 травня в фастфуді «Макдональдс», коли він двічі вистрілив гумовими кулями в невідомого, який начебто напав на його дружину[104][105].
- У жовтні 2011 року за частиною 2 статті 383 ККУ (свідомо неправдиве повідомлення про вчинення злочину зі штучним створенням доказів обвинувачення) через обстріл автомобіля Шарія 13 липня (колишнього журналіста звинуватили в інсценуванні замаху на самого себе).

Станом на кінець 2013 року обидві справи перебували на стадії судового розгляду. У щорічному звіті правозахисної організації Human Rights Watch за 2011 рік напад на Шарія було згадано як одне з підтверджень погіршення ситуації для журналістів в Україні.
У квітні 2015 року був звинувачений Антоном Геращенком у фінансуванні тероризму на Донбасі, але кримінальної справи порушено не було.
13 липня 2017 року в ефірі передачі «Своя правда» на російській радіостанції «Говорить Москва» російський адвокат Марк Фейгін заявив, що проти Шарія у Нідерландах у вересні 2013 року було порушено кримінальну справу (за статтею «педофілія»). Фейгін оприлюднив скани документів цієї справи у вересні 2017 року, а фотокопії документів раніше — у липні 2017 року. Шарій відкинув звинувачення і повідомив, що його адвокат Сталіна Гуревич 18 липня 2017 направила заяву до Слідчого комітету Росії, а до Хамовницького суду Москви подано позов про захист честі і гідності.
25 жовтня 2017 року Хамовницький суд Москви задовольнив позов Шарія та зобов'язав Фейгіна протягом 10 днів спростувати надані ним дані.
14 квітня 2020 року Шарія зняли з розшуку.

### Державна зрада
У червні 2025 року Вінницький міський суд визнав Шарія винним у держзраді, він отримав 15 років в'язниці заочно. Як виявло слідство, Шарій допомагав окупантам порадами, як знімати допити в "потрібному форматі" і що питати полонених. Після зйомок він монтував відео, прибираючи звідти кадри, що йшли б усепереч лінії російської пропаганди. Шарій комунікував із росіянами через колишнього главу Головного управління Нацполіції у Вінницькій області Антона Шевцова, який переховується в Севастополі іпідозрюється у держзраді. Шевцов передавав Шарію відео з допитами полонених воїнів ЗСУ. Крім того,  суд постановив конфіскувати у власність України доменне імʼя та авторський YouTube-канал, що належали Шарію.

### Справа про відмивання грошей
19 червня 2020 року, з розслідування журналіста Сергія Іванова, стало відомо, що партія Анатолія Шарія легалізує гроші за схемою добровільних внесків, підставляючи «благодійників» під кримінальну відповідальність. Іванов зробив кілька дзвінків «благодійникам» Шарія, у яких вони пояснюють, що пожертвувані гроші не належали їм.
26 червня Державна фіскальна служба України викликала Шарія на допит у справі про відмивання грошей. Викликали проросійського блогера як свідка у справі, порушеної 2 червня за частиною 2 статті 209 "Легалізація (відмивання) доходів, одержаних злочинним шляхом) Кримінального кодексу.

## Погляди
Різні видання вважають Анатолія Шарія гомофобом, який має проросійські та українофобські погляди.

### Ставлення до українців
28 квітня 2014 року на своєму Youtube-каналі, звертаючись до мешканців заходу України Шарій заявив:

| Я украинец, а вы не украинцы. Вы второй сорт… ну, я не говорю второй сорт, нет, вы просто полукровки. Третекровки, четверокровки. Вы наполовину, блядь, поляки, наполовину вы венгры, наполовину вы хз что на самом деле. Не рассказывайте киевлянам, как им себя вести, как им надо любить страну, любить свой флаг. Потому, что это не ваш флаг. У вас флага нет. Вы не украинцы. |
| — Анатолій Шарій, 28 квітня 2014 |

Ростислав Шапошников, журналіст і керівник Roadcontrol, пов'язує таку реакцію із тим, що Шарій як людина із проросійськими поглядами, зреагував на популярність національної символіки одразу після подій Майдану і втечі Януковича. Після скандалу Шарій приховав відео. 2018 року, під час онлайн-спілкування з Євгеном Карасем, керівником С14, Шарій заявив, що він не публікував цього відео на своєму каналі:

| Где же ты взял это видео? Наверное Шарий его на канале положил? Нет его на канале. Я его нигде не распространял. Я его не выкладывал в общественный доступ. Нигде. Удаленное видео которого никогда не было на канале Шария. |
| — Анатолій Шарій, лютий 2018 |

Ростислав Шапошников виявив, що відео станом на 8 лютого 2018 року було завантажене на каналі у Шарія і доступне за прямим посиланням. Пошук онлайн-архівів вказував, що на 16 травня 2014 року відео було в публічному доступі, і на той момент мало 46 630 переглядів.

### Ставлення до Майдану
Шарій негативно ставиться до подій Майдану 2013—2014 років та прагнення України вступити до Євросоюзу. У своєму інтерв'ю газеті «Аргументи та факти» 2015 року він заявив, що Євромайдан не приніс нічого корисного в плані демократії, свободи слова і економіки та спровокував Російську збройну агресію проти України. Зокрема, він зазначив що за часів президентства Віктора Януковича було більше свободи слова, ніж після Євромайдану. Також в інтерв'ю Шарій висловив своє негативне ставлення до українських добровольчих батальйонів та права України на самооборону від російської збройної агресії, зазначивши, що українські військові даремно гинуть, захищаючи свою Батьківщину.

### Ставлення до російської опозиції
Анатолій Шарій відомий також критикою російської несистемної опозиції. Зокрема, критикував Навального, якого не допустили до виборів президента Росії 2018, і називав усю російську опозицію «лайном». Сам Навальний назвав Шарія «чи то антиукраїнським, чи то прокремлівським блогером».
Про фільм «Він вам не Дімон» (рос. «Он вам не Димон»), який розкриває масштаби корупції у вищих ешелонах російської влади, Шарій казав, що його нібито зробили не у ФБК, а «хлопці, які погано говорять російською, але професіонали [американці]».
У день мирних масових протестів проти корупції в Росії (26 березня 2017) він випустив відеоролик, у якому виправдовував жорстокі затримання людей на них тим, що правоохоронні органи «не повинні чекати, коли будуть перші „коктейлі Молотова“».

### Ставлення до ЛГБТ
Шарій відомий негативним ставленням до ЛГБТ, був членом оргкомітету руху «Любов проти гомосексуалізму» (ЛПГ). В інтерв'ю дослідникам із кафедри соціології НаУКМА від імені організації висловився проти пропаганди одностатевих відносин та за їхню криміналізацію. Там же, зокрема, заявив:

| Пусть [гомосексуальные люди] сидят и радуются, что их еще не убивают. |
| — Анатолій Шарій для НаУКМА, 2008                                     |

Кінцеву мету ЛПГ він визначив так:

| Чтобы гомосексуалисты жили в квартирах и не вылезали на улицу, не вылезали в СМИ и не пропагандировали свой образ жизни (…) Мы одновременно требуем установление уголовной ответственности за пропаганду гомосексуализма. |
| — Анатолій Шарій для НаУКМА, 2008 |

Рух ЛПГ використовував риторику, де зображав мусульман як абсолютно «інших» для української нації та української землі, підкреслював релігійну відмінність як найбільшу загрозу національним і етнічним кордонам. Водночас Шарій високо відзначає іранську теократію за збереження жорстких гендерних норм:

| В Иране после исламской революции 1979 года осудили на смерть более 4000 лесбиянок и гомосексуалистов. Также клерикальный режим казнил немало женщин за внебрачный секс. (…) Я полагаю, в Иране с проституцией, педофилией и изнасилованиями ситуация в сотни раз лучше, чем в нашей чрезвычайно культурной и цивилизованной стране. |
| — Анатолій Шарій, Голубая ржавчина. Диктатура содомитов // 2010 |

### Ставлення до мігрантів
Неодноразово критикував міграційну політику ЄС.[джерело?] В інтерв'ю для видання «Эхо Москвы» і для Ксенії Собчак Шарія запитали про його переконання — чи є він расистом.

### Ставлення до нацизму
Наприкінці червня 2020 року, з розслідування журналіста Сергія Іванова, стало відомо, що 2010 року Анатолій Шарій у своїх блогах займався виправданням нацизму, використання газових камер Гітлером, а також закликав до знищення нацменшин (зокрема, циган) і гомосексуалів:

| Я ненавижу Адольфа Шикльгрубера. Это мерзкий негодяй и все такое. Но неужели неправ был он, отправляя эту мерзость вкупе с цыганчой [...] в газовые камеры и на стерилизацию???!!! Как вы думаете – верни сейчас статью за мужеложство – уменьшится ли количество страдающих дурной болезнью малолеток и «звезд» с раздолбанными задницами? |
| — Анатолій Шарій, 2010 |

| Цыгане - грязь мира. Европа постепенно просыпается, и под возмущенные вопли толерастов начинает грязь чистить. Когда проснемся мы? |
| — Анатолій Шарій, 2010 |

Сергій Іванов також розповів про зв'язки Анатолія Шарія з німецькою націоналістичною партією «Альтернатива для Німеччини», яка відома своєю підтримкою зовнішньополітичного курсу Володимира Путіна.

### Ставлення доПравославної церкви України
Різко негативно ставиться до Православної церкви України. Восени 2020 року пропагандистські ресурси Російської православної церкви в Україні «Расколам.нет» та «Спілка православних журналістів» поширили відео Шарія, у якому той звинувачує Православну церкву України в нібито розпаленні міжконфесійної ворожнечі, називає ПЦУ притулком розкольників та содомітів.

## Цитати

#### Про українців
| Пообіцяти — і не зробити. Сказати тисячі слів — і пальцем об палець не вдарити. Почати — і залишити на півдороги. Розпочати — іне завершити. Знайти довгоочікувану роботу — і на радощах напитися, як остання свиня, або просто «забити», закинувши ноги на стіл. Мені здається, такі ось працівники-будівельники — еталонні зразки пересічного українця. Оригінальний текст (рос.) Пообещать — и не сделать. Сказать тысячи слов — и палец о палец не ударить. Начать — и бросить на полдела. Приступить — и не закончить. Найти долгожданную работу — и на радостях напиться, как последняя свинья, или просто «забить», забросив ноги на стол. Мне кажется, такие вот работяги-строители — эталонные образцы рядового украинца. |
| |

| Якщо є чим думати, звісно, бо часто складається враження, що розумові процеси у справі ухвалення рішень в українців відходять на другий план, їх витісняють процеси суто фізіологічні. У стилі «якщо я хочу випити, то нехай весь світ почекає». А що там завтра буде, коли з бодуна очі протру — час покаже. Не хочеться про завтрашнє думати. Оригінальний текст (рос.) Если есть чем думать, конечно, ибо часто создается впечатление, что мыслительные процессы в деле принятия решений у украинцев отходят на второй план, вытесняемые процессами чисто физиологическими. В стиле «если я хочу выпить, то весь мир подождет». А что там завтра будет, когда с бодуна глаза протру — время покажет. Не хочется о завтрашнем думать. |
| |

| Система скотства і тупості, глибокої, дрімучої, непрохідної тупості значної частини мого народу, який краще за пряник розуміє кнут. Як відомо, за допомогою кнута можна якнайшвидше знайти спільну мову з биками. Ти їх годуй добірним сіном — працювати не будуть. А кнутом один раз приголуби — підуть понуро. Голову пригнуть, і потягнуть. Тільки кохатися без кнуту згодні. І жерти. <…> Ні, панове. Це люди. Бики. Бики, яким потрібен міцний кнут, і категорично протипоказані пряники. Оригінальний текст (рос.) Система скотства и тупости, глубокой, дремучей, непроходимой тупости значительной части моего народа, который лучше пряника понимает кнут. Как известно, при помощи кнута можно быстрее всего найти общий язык с быками. Ты их закармливай отборным сеном — работать не будут. А кнутом один раз приголубь — побредут уныло. Башку пригнут, и потащат. Только совокупляться без кнута согласны. И жрать. <…> Нет, господа. Не люди. Быки. Быки, которым нужен крепкий кнут, и категорически противопоказаны пряники. |
| — Шарій в статті «Кнут для украинского быка» |

### Про жителів заходу України
| Насправді до 39-го року ви були ніким. Ви замість волів були, ви як бабаки сиділи по своїх норах, виритих у горах. У Київській області, у Запорізькій, у Полтавській є за що ненавидіти Сталіна, а у вас — ні. Ви Сталіну повинні золотий пам'ятник поставити в одному зі своїх селищ. Ви цивілізацію побачили в 39-му, ви ж… почали підтиратись в 39-му… Оригінальний текст (рос.) На самом деле до 39 года вы были никем. Вы вместо волов были, вы как сурки сидели по своим норам, вырытым в горах. У Киевской области, в Запорожской, в Полтавской есть за что ненавидеть Сталина, а у вас — нет. Вы Сталину должны золотой памятник поставить в одном из своих селений. Вы цивилизацию увидели в 39-ом, вы ж… начали подтирать в 39-ом… |
| — Анатолій Шарій, «Спуститесь на землю» |

### Про українські символи
| Усе, починаючи з гімну, який замінили з «живи Україно, прекрасна і сильна!» на «ще не вмерла України ні слава ні воля», насичене бездумним бажанням розтоптати, знищити, не створюючи натомість нічого путнього. <…> Усе, що ми маємо на сьогоднішній день, — це і є найнатуральніша фігня. Кожен нині має можливість спостерігати, на що перетворилася наша республіка, яка колись була житницею, що колоситься. Символ України сьогодні — не серп і молот, а качан кукурудзи по п'ять гривень за штуку, вставлений у пару єгипетських картоплин. Такий собі фалічний, багатозначний символ. Оригінальний текст (рос.) Все, начиная с гимна, заменившего «живи Україно, прекрасна і сильна!» на «ще не вмерла України ні слава ні воля» пропитано бездумным желанием растоптать, уничтожить, не создавая взамен ничего толкового. <…> Все, что мы имеем на сегодняшний день — это и есть самая натуральная фигня. Каждый может ныне лицезреть, во что превратилась наша республика, бывшая когда-то колосящейся житницей. Символ Украины сегодня — не серп и молот, а початок кукурузы по пять гривен за штуку, вставленный в пару египетских картофелин. Такой себе фаллический, многозначительный символ. |
| — Анатолій Шарій, «Да здравствует нацизм!» |

### Про Україну
| А майбутнє у території, названої «Україною», обіцяє бути просто дивовижним. Казковим. І до всіх принад цього фантастичного майбутнього, до всіх міні-Чорнобилів, голоду, хворобам і деградації буде додано ще один штрих — гомодиктатура. Оригінальний текст (рос.) А будущее у территории, именуемой «Украиной», обещает быть просто чудным. Сказочным. И ко всем прелестям этого фантастического будущего, ко всем мини-чернобылям, голоду, болезням и деградации будет добавлен еще один размашистый штрих — гомодиктатура. |
| — Анатолій Шарій, «Голубая ржавчина» |

## Медіадіяльність
Після Євромайдану Шарій почав позиціонувати себе як «медіаексперт» та «борець з українською пропагандою», а його канал на YouTube, зареєстрований 13 травня 2013 року, почав набувати популярності. Він заявляє, що викриває «фальсифікації» («фейки») ЗМІ — переважно українських. Є лише кілька відео про викриття офіційних російських ЗМІ, практично в усіх інших відео займається лише критикою українських ЗМІ (рідше зачіпає європейські та російські опозиційні (наприклад, Дождь). Проте викриття Шарієм «фейків» є неправдивими.
Починаючи з 2017 року (коли Навальний заявив, що збирається балотуватися в президенти Росії) багато роликів присвячено критиці Навального. Окрім цього, в своїх блогах часто критикує також інших російських політиків, опозиційних Путіну. Називає всю російську опозицію «лайном».
Під час президентської виборчої кампанії в Україні 2019 року постійно критикував тодішню владу й повторював, що вона має піти, а Петро Порошенко — потрапити під суд.
Незважаючи на те, що Шарій приховує своє місце перебування від українських правоохоронних органів він давав інтерв'ю російському каналу Росія-24 та низці інших російських та проросійських ЗМІ. Зокрема Шарій давав інтерв'ю у Барселоні журналістці Ользі Скабєєвій (яка отримала прізвисько «Зливний бачок» через свою манеру ведення передач) та телеведучому Володимиру Соловйову, які є одними з «головних пропагандистів Кремля».
16 листопада 2017 за загальною кількістю підписників в українському сегменті Facebook і Твіттер посів 12 місце, маючи 511 тисяч читачів.
За даними Social Blade, станом на січень 2017 року приблизний дохід від реклами становить від 12,7 до 200 тис. доларів на місяць.
За даними Texty.org.ua, деякі сайти Шарія і його партії розташовано в Росії й обслуговуються з московського офісу тим же провайдером, що й пропагандистські ресурси для інформаційної війни РФ проти України, на кшталт Life.ru і РЕН ТВ.
У 2021 році подружжя Шаріїв запустили новинний сайт «Новое издание».

### Брехня і фейки Шарія про російсько-українську війну
Під час активної фази війни на Донбасі у 2014 році Шарій активно поширював брехню про війну та систематично маніпулював, видаючи російську військову техніку за українську. Зокрема, видавав за українські знищений танк бойовиків ЛНР, знищені БТР та танк російської армії, а також сучасний танк російської армії. Крім того, він поширював фейки про російський «Бук», який виїхав без ракети в Росію. Також Шарій заперечував факти участі російських безпілотників у війні проти України. Всі ці дані були систематизовані Українським мілітарним порталом.
В інтерв'ю російському пропагандистському телеканалу «Звезда» Шарій заявляв, що Росія нібито «не використовує брехню і фейки в інформаційній війні проти України». При цьому він зазначив, що Україна нібито застосовує брудні методи в інформаційній війні проти Росії.

### Співпраця «команди Шарія» з російськими неонацистами. Участь в антидержавних заходах
Антоніна Бєлоглазова, друга людина в його партії та редактор сайту Шарія, в 2015—2016 роках співпрацювала в Росії з організацією «Національно-визвольний рух», яка ставить своєю метою «відновлення суверенітету Росії». Цей рух було неодноразово помічено на різних пропутінських заходах.
Костянтин Мамросенко, брат Бєлоглазової, який очолює відділ «В» у «Партії Шарія», разом з терористом «Моторолою» брав участь у захопленні Харківської ОДА під час так званої «російської весни» 2014 року.
Тарасій, куратор партії Шарія в Хмельницькій, Чернівецькій та Тернопільській областях, 2017 року був на військовому полігоні Алабіно в Російській Федерації, де знаходяться частини російського спецназу, і брав там участь у патріотичному заході «Бійцівський забіг до дня Росії».

### Куплена підтримка Майка Тайсона і Ніка Вуйчича
У квітні 2020 року Анатолій Шарій похвалився, що американський професійний боксер Майк Тайсон і мотиваційний тренер Нік Вуйчич записали відео з подяками та підтримкою Шарія. Але не повідомив, що відео були куплені на сервісі Cameo.com, де відомі люди записують відеозвернення і привітання за гроші.
Відео від Майка Тайсона коштувало 500 доларів. Від Ніка Вуйчича — 149 доларів.
Пізніше Нік Вуйчич опублікував відео, в якому вибачився за записане відео, в якому підтримав Шарія. Мотиваційний тренер заявив, що був дезінформований Анатолієм Шарієм і попросив видалити відео.
Анатолій Шарій відреагував на звернення Вуйчича: «Найстрашніше — не втрата кінцівок, а відсутність голови на плечах».

## Аудиторія Шарія
За інформацією alexa.com найбільшу популярність сайт Шарія має серед росіян.
Часопис Український тиждень, який вирішив дізнатися, яку частину аудиторії блогер має в Україні, також вказує на те, що найбільшу популярність Шарій має в Росії. За інформацією часопису, незважаючи на те, що Шарій називає себе «українським» блогером і заперечує, коли його називають «проросійським», контент, який він виробляє, розрахований переважно на російську або проросійськи налаштовану аудиторію. Висловлювання Шарія на адресу жителів Західної України, яких він називав «полукровками» та «онуками помічників батраків», постійні образи прихильників Євромайдану та євроінтеграції, концентрація на негативі, відверте підігравання цілій низці інформаційних приводів російської пропагандистської машини — усе це могло мати популярність лише в специфічної аудиторії. Попит на такий «товар» є здебільшого в Росії, де Україні присвячують найрейтинговіші ток-шоу на федеральних каналах. Сам Шарій свою статистику не розкриває, але, за свідченням народного депутата від Опозиційного блоку Євгена Мураєва, який дружив і спілкувався з блогером до недавнього часу та стверджує, що особисто бачив статистику блогу Шарія: «Я колись узяв у Толіка комп'ютер і подивився його реальну аудиторію, Україна покрита тільки на 24 %, основні його глядачі в Росії, Казахстані, Білорусі та навіть Канаді».
На думку Заслуженого українського журналіста Євгена Якунова, російським глядачам такі особистості як Анатолій Шарій, Тетяна Монтян, Надія Савченко — дуже подобаються. Цей факт він пояснює тим, що російським глядачам «дуже подобається, коли люди з українським корінням виставляють українців дурнями».

## Судові позови

### Позов проти Олени Шарій (Манченко), його сестри
У листопаді 2015 року Шарій звернувся до Оболонського районного суду Києва з позовом «про захист честі, гідності і ділової репутації» проти його сестри по батькові. Анатолій вимагав, щоб Олена спростувала заяву, що він «педофіл і злодій», а його співмешканка Ольга Бондаренко «займається проституцією». 19 січня 2016 року суд відмовив у задоволенні позову, пославшись на Пленум Верховного суду України № 1 від 29 лютого 2009 року, згідно з яким відповідальність за поширення інформації, що може ганьбити честь, покладається на того, хто опублікував ці дані, а при неможливості його встановити — на власника ресурсу, де опубліковано інформації. За неможливості ж встановити обох, тягарем доведення має зайнятись заявник.

### Позов проти «Детектор Медіа»
Шарій подав до суду на сайт «Детектор медіа». Приводом для позову послужила стаття журналіста Богдана Логвиненка «Друга найчисленніша біомаса. Про „Дощ“ і не тільки». Колонка Логвиненка не була присвячена Шарію, але в статті він згадувався. Анатолій зажадав через суд спростувати опубліковану інформацію, котра, на його думку, ганьбить його честь, гідність і ділову репутацію. Серед іншого, Шарій наполягав на тому, щоб «Детектор» і Логвиненко спростували слова, у яких йдеться про те, що він — «рупор русского мира», як його назвав Логвиненко. У червні Шевченківський районний суд Києва відхилив позов. У липні справа була направлена до апеляційного суду, відхиливши позов 7 вересня. У суді представники сторони відповідачів заявили, що визначення «русский мир» саме по собі не несе негативної конотації і тому Шарій не повинен обурюватися через вираз «рупор „русского мира“».

### Звинувачення у педофілії. Позов проти Марка Фейгіна
18 липня 2017 року адвокати Шарія звернулися в Хамовницький суд міста Москви і до Слідчого комітету Росії у зв'язку із заявою адвоката Марка Фейгіна, який в ефірі радіо «Говорить Москва» звинуватив його в скоєнні злочину сексуального характеру Сам відеоблогер вимагав спростувати поширені адвокатом відомості, інтереси Шарія представляла московський адвокат Сталіна Гуревич. Фейгін оприлюднив інформацію, що на Шарія в Нідерландах заведено справу за педофілію. Перед цим Фейгін поїхав до Нідерландів. Написав в соцмережах, що побував в поліції міста Алкмар, отримав там номер кримінальної справи, яка порушена проти Шарія, дізнався ім'я інспектора, який її веде, і запросив Шарія пройти поліграф в поліцейській дільниці, на що блогер не погодився.
25 жовтня 2017 року Хамовницький суд Москви задовольнив позов Шарія, зобов'язавши Фейгіна спростувати поширені ним відомості і стягнути з нього 66 тисяч рублів на покриття судових витрат. Фейгін повідомив, що позов Шарія проти нього просувало Міністерство юстиції Росії. Згодом журналісти BBC не змогли відшукати даний позов в картотеці суду.
У грудні 2017 року стало відомо, що Гуревич подала скаргу на Марка Фейгіна в кваліфікаційну комісію Московської міської колегії адвокатів і Міністерство юстиції Російської Федерації (пізніше підтримала скаргу), звинувачуючи колегу в образах її і Шарія в соціальних мережах до і після процесу. Фейгін називав позов спробою вивести його з процесу по справі українського журналіста Романа Сущенка. Початок розгляду скарги було призначено на 24 січня 2018 року[ангажоване джерело]
У червні 2021 року ексрегіоналка Олена Лукаш розповіла про «педофільський шлейф» кремлівського відеоблогера Анатолія Шарія в ефірі проросійського телеканалу «НАШ».

### Позов проти «Еспресо»
У червні 2017 року Шарій подав позов про захист честі, гідності та ділової репутації був поданий проти телеканалу «Еспресо». Представники проросійського блогера розцінили сказані Віталієм Портниковим в ефірі слова про «кремлівський проєкт» і «використання російськими господарями» як такі, що «не відповідають дійсності, принижують його честь і гідність і руйнують ділову репутацію». У квітні 2018 року Солом'янський районний суд Києва став на бік «Еспресо» у справі за позовом Шарія. У листопаді 2018-го Київський апеляційний суд залишив рішення без змін.
17 квітня 2019 року Верховний суд України постановив, що слова на адресу проросійського блогера є оцінювальними судженнями й не можуть підлягати спростуванню. На думку Сергія Лещенка, така постанова дозволила називати Анатолія Шарія «кремлівським проєктом», у якого є «російські господарі».

### Позов проти Петра Порошенка
10 січня 2019 року Петро Порошенко, будучи президентом України, мав робочу поїздку до Рівненської області. Коли його запитали, «чому переслідуються українські журналісти, зокрема, Шарій», Порошенко відповів: «Шарій — не український журналіст, тому що він працює на Росію». Шарій звернувся до Печерського суду Києва з позовом проти Порошенка щодо захисту «честі, гідності та ділової репутації».
13 травня 2020 року Печерський суд задовольнив позов Шарія та постановив, аби Порошенко публічно спростував свої слова та сплатив блогеру судовий збір у розмірі 1 536 гривень.
28 жовтня 2020 Порошенко виграв апеляцію: київський апеляційний суд скасував рішення Печерського суду.

### Позов проти «Української правди»
4 грудня 2020 року Шарій на своїй Facebook-сторінці повідомив, що виграв суд проти інтернет-видання «Українська правда».
Суддя Сергій Вовк ухвалив рішення на користь Шарія: визнав недостовірною інформацією фразу зі статті «Української правди»: «Блогер, якому раніше бонзи ПР замовляли сюжети у війні одне з одним», і зобов'язав ТОВ «Інформаційне агентство „Українська правда“» спростувати цю інформацію та стягнув з нього судовий збір розміром 840 гривень. Але юридичною особою інтернет-видання є інше підприємство — ПП «Українська правда», власником і директором якого є Олена Притула.
У коментарі «Детектору медіа» головна редакторка «Української правди» Севгіль Мусаєва зазначила, що її видання не має жодного стосунку до організації, у якої виграв суд Шарій, тож для «УП» рішення суду не має юридичних наслідків.

## Сім'я
Колишня дружина (розлучені 2012 року) Шарія в березні 2012 року працювала в Києві заступником головного редактора в жіночому виданні. Мають дочку.
19 листопада 2013 на сайті «Медіаняня», що публікує подробиці особистого життя українських журналістів, з'явилось повідомлення, що Шарій живе в Нідерландах, хоча ніяких підтверджень чи спростувань досі немає, і «зібрався одружуватися» — заручився з дівчиною, яку звуть Ольга Бондаренко
Сестра Олена Манченко (Шарій) — живе в Нідерландах.
У листопаді 2015 року Шарій звернувся до Оболонського суду Києва з позовом проти своєї сестри Олени Манченко (Шарій). У позові зажадав, щоб Манченко спростувала інформацію про те, що він педофіл та злодій, а його співмешканка Ольга Бондаренко займається проституцією. 16 січня 2016 року суд виніс рішення про відмову в задоволенні позову Шарія.
Батько — творчий робітник, мати — інженер.

### Нерухомість
За даними ресурсу «Слідство.Інфо», в серпні 2019 року Анатолій Шарій став власником будинку площею 230 квадратних метрів на березі моря в містечку Рода-де-Бара в Каталонії, Іспанія, вартість якого становить близько мільйона євро. Цю інформацію видання отримало з іспанського майнового реєстру. Вілла в Іспанії не була вказана проросійським блогером у своїй декларації про доходи.

## Оцінки діяльності
За оцінкою ТСН, займається розповсюдженням антиукраїнських фейків та просуванням проросійських ідеологій.
За інформацією українських ЗМІ, політиків, СБУ та Комітету визволення політв'язнів, веде проросійську пропаганду з дискредитацією України та її символів.
Низка українських ресурсів вважають діяльність Шарія українофобською та пропагандистською через упереджене висвітлювання діяльності лише українських ЗМІ, розповідей про перевищення службових повноважень лише українських військових та про корумпованість лише українських політиків, але деякі українські політики, такі як Надія Савченко та Геннадій Балашов не згодні з такою точкою зору.
На думку Бориса Філатова та Антона Геращенка, Шарій завербований ФСБ. Схожу думку висловив і заступник гендиректора телеканалу ATR Айдер Муждабаєв, який назвав Шарія «головним пропагандистом та злочинцем Кремля, людиною-злочинцем та стовідсотковим гаазьким підсудним». Негативно ставиться до Шарія і Петро Порошенко, на зібранні з виборцями, він назвав блогера «кремлівським ублюдком». За інформацією «24 каналу», реєстрація Андрія Клюєва і Анатолія Шарія на українських парламентських виборах 2019 року — «це стратегія, керована з Кремля. Її мета, щоб в українському виборчому процесі брали участь максимальна кількість проросійських діячів».
На думку Отара Довженка, він використовує тонші методи, які часто перегукуються з російською пропагандою. Але називати Шарія проросійським не зовсім коректно, а справжні його мотиви з'ясувати складно. «Вибіркова нещадна критика будь-яких дій та ініціатив, покликаних зробити Україну окремою й незалежною від Росії, та політиків, які дотримуються проєвропейських поглядів, забезпечили Шарію величезну аудиторію поціновувачів „альтернативних фактів“ — в Україні, Росії та інших країнах».
На думку Юрія Мельника, доцента кафедри зарубіжної преси та інформації ЛНУ ім. Івана Франка, «Шарій — блогер із яскраво вираженим проросійським креном», але «дуже важко, якщо не неможливо, навести прямі цитати» на підтвердження цього. За його оцінкою, Шарій рідко вдається до фактологічної дезінформації, а його тенденційність проявляється в однобокості, перебільшенні негативних тенденцій та применшенні або ігноруванні позитивних. Його розслідування про «проєвропейські» сили в Україні та російську несистемну опозицію іноді є цілком справедливими, а іноді — лише роздутими другорядними деталями.
У березні 2020 року Комітет виборців України поставив діяльність Шарія на 8-ме місце в рейтингу спекуляцій на тему коронавірусу.
23 червня 2020 року головний редактор видання «Цензор.НЕТ» Юрій Бутусов висловився про діяльність партії Шарія, назвавши її «шарикюгендом». За його словами, «Росія розкручує під вибори „партію Шарикова“, яка повинна зображати для російських медіа та російськомовного інтернету картинку „як страшно жити в Україні“, і що нібито є якась „антиукраїнська Україна“. У 14-15-му створювали віртуальні загони „харківських, одеських, дніпропетровських партизан“. Тепер тренди змінилися — кремлівські технологи вирішили створити „шарикюгенд“ — молодіжну організацію для безробітної молоді, для імітації публічних акцій…».
5 липня 2020 року журналіст видання «Детектор медіа» Ярослав Зубченко висловився про вплив Віктора Медведчука на Шарія. За його словами, «ім'я Анатолія Шарія в українському медіапросторі давно стало узагальненим. Тюремний жаргон, відверте підігрування Росії та рівень нахабства, можливий лише для того, хто вже втік від кримінального переслідування за кордон, зробили із Шарія обличчя антиукраїнського блогінгу… Здається, що перше й головне завдання, яке наразі стоїть перед каналами Медведчука, — це легітимізувати Шарія як політичного діяча. Щоб із розряду „блогера, який говорить про політику“ він міг перейти на один рівень зі справжніми політиками…».
14 січня 2021 року голова підконтрольного Росії терористичного угруповання «ДНР» Денис Пушилін заявив, що підтримує Шарія, оскільки той може стати лідером «народної революції» в Україні, і що ДНР готова вибудовувати дружні стосунки з такими політиками, як Шарій.

### Відео
- Минуле Анатолія Шарія: з ігроманії в релігію // Еммануїл ТВ